# 奥本亮
奥本 亮（Ryo Okumoto、1958年5月24日 - ）は、日本のロック・キーボード奏者で、プログレッシブ・ロック・グループ、スポックス・ビアードとの仕事で最も有名である。彼は1996年にバンドに参加し、それ以来メンバーとなっている。歌手にしてキーボード奏者のニール・モーズがバンドにいたとき、奥本はアルバムでハモンドオルガンとメロトロンを演奏していた。現在は、ひとりでキーボード演奏を担当しているため、シンセサイザー、特にミニモーグを演奏している。ロサンゼルス在住。
彼は、GPSを含む他の多くのアーティストと演奏および録音を行い、多くのソロ・アルバムをリリースしている。以前、エイジア・フィーチャリング・ジョン・ペインのキーボード奏者でもあった。
ニール・モーズが脱退した後、1998年にロック・バンドのエリック・バードン・アンド・ニュー・アニマルズでキーボードを演奏した（わずか3週間）。マーティン・ガシュヴィッツ（後にアイアン・バタフライ）が参加する前のことだった。
また、他のバンドとしてはフィル・コリンズやエリック・クラプトン、プログレ・バンドのK²とも仕事した。